# Vittorio Faroppa
Vittorio Faroppa (né le 29 août 1887 à Turin dans le Piémont et mort le 11 novembre 1958 dans la même ville) est un joueur international et entraîneur de football italien, qui jouait en tant que gardien de but.

## Biographie

### Entraîneur
Dans les années 1930, il devient entraîneur, et prend tout d'abord en charge le club de Grosseto, avant de prendre les rênes du Genoa Cricket and Football Club, avec qui il remporte le championnat de Serie B 1934-1935 (où il est aidé, assisté et remplacé par Renzo De Vecchi et Carlo Carcano). 
Ensuite, il obtient une promotion en Serie B avec l'Associazione Calcio Sienne, club de Serie C en 1937-38, avant de partir entraîner le club piémontais de l'Alessandria.
À 53 ans, après l'entrée en guerre de l'Italie (en 1940), il se retire du monde du football.